# Ton Elias sr.
Anton (Ton) Elias (Amsterdam, 15 januari 1921 – Den Haag, 28 oktober 1980) was een Nederlandse journalist. Hij werd vooral bekend als eerste Nederlandse journalist die zich specialiseerde in onderwijs.

## Biografie
Elias groeide op in Amsterdam, waar zijn vader een schoenenzaak had in de Leidsestraat. Zijn moeder stierf toen hij drie jaar was, zijn vader verloor hij op zijn dertiende; in Hilversum werd hij opgenomen in het gezin van een oom en tante.
Om de Arbeitseinsanz te ontlopen, was hij in 1943 via Parijs naar de Pyreneeën gevlucht: hij wilde vanuit Spanje naar Engeland reizen om zich aan te sluiten bij de Prinses Irene Brigade. Verraden door een passeur, werd hij op 13 september gearresteerd in Pau, waarna hij in de gevangenis van Toulouse belandde en op 2 oktober naar het interneringskamp in Compiègne werd vervoerd. Op 28 oktober 1943 volgde transport naar concentratiekamp Buchenwald. Op 1 november 1944 vluchtte hij, maar een week later werd hij weer opgepakt. Voor straf werd hij daarop in een cel van 'de bunker' gezet, maar hij is niet geëxecuteerd en werd na ruim een maand te werk gesteld in de Gärtnerei om fecaliën te verwerken (Scheisse tragen). Toen het kamp op 11 april 1945 werd bevrijd, was hij van een groep van negen die er eind oktober 1943 werd afgeleverd een van de twee overlevenden.

### Loopbaan
In 1947 trad Ton Elias in dienst bij het dagblad De Tijd. Hij was daar chef van de Haagse redactie en specialiseerde zich vervolgens tot onderwijsjournalist. Hij versloeg onder meer de langdurige parlementaire behandeling van de wet op het voortgezet onderwijs van minister Jo Cals (KVP), de zogenaamde Mammoetwet en volgde later even kritisch ontwikkelingen rond de Middenschool, waaraan de naam van minister Jos van Kemenade (PvdA) verbonden is.
Toen De Tijd in 1974 ten onder ging als dagblad, werd hij onderwijsredacteur van NRC Handelsblad. Al die jaren trok hij het land in om reportages op scholen te maken en het onderwijsbeleid te toetsen aan de praktijk. Zijn rubriek "Cahier" (in zowel De Tijd als vervolgens NRC) was invloedrijk, doordat hij onderwijsontwikkelingen in een breder perspectief kon plaatsen. Hij schreef journalistieke portretten van de onderwijsministers en -staatssecretarissen Jo Cals (KVP), Hans Grosheide (ARP, CDA), Isaäc Arend Diepenhorst (ARP, CDA), Gerard Veringa (KVP), Chris van Veen (CHU, CDA), Mauk de Brauw (DS70), Jos van Kemenade (PvdA), Ger Klein (PvdA) en Arie Pais (VVD).
Elias schreef ook geregeld over concentratiekampen, deels gebaseerd op eigen ervaringen in KZ Buchenwald, waarover hij al snel na de Bevrijding in verschillende kranten en tijdschriften begon te publiceren. Zijn journalistieke carrière was begonnen bij Christofoor, dat als illegaal katholiek blad in de Tweede Wereldoorlog was opgericht en daarna onder hoofdredacteur Wim Schuijt het gedachtegoed van de Doorbraak verbreidde.
Van 1950 tot 1970 schreef Elias toneelrecensies voor de Katholieke Illustratie. In 1968 richtte hij het onderwijstijdschrift Resonans op, dat hij tot zijn dood in 1980 redigeerde. Ook schreef hij verscheidene brochures. In 1967 ontving hij de (door de Rijksuniversiteit Leiden ingestelde) Dr. M. van Blankensteinprijs en in 1970 werd hij benoemd tot ridder in de Orde van Oranje-Nassau. Jos van Kemenade droeg zijn in 1981 verschenen Onderwijs: Bestel en beleid op aan de nagedachtenis van Ton Elias.
Hij overleed op 28 oktober 1980 plotseling als gevolg van een noodlottig ongeval.

### Persoonlijk
Elias was vanaf 1947 getrouwd met de kunstenares Adriana Maria Ignatia (Jeanne) Roefs (1923-2008) en kreeg met haar vijf kinderen, onder wie journalist en politicus Ton Elias.

## Archief
In 1982 schonk zijn weduwe het zeer omvangrijke onderwijsarchief van haar man aan het ministerie van Onderwijs, waarvan de inventarisatie twee jaar in beslag nam, om daarna voor publiek toegankelijk te worden. Het werd in 1992 aan het Nationaal Onderwijsmuseum overgedragen.

## Publicaties (selectie)
- Van mammoet tot wet (Den Haag, 1963).
- Voortgezet onderwijs voor uw kind na de lagere school ('s-Gravenhage, [1966]).
- Na de lagere school? ('s-Gravenhage, 1967 en 1968²).
- De eed in de kaatsbaan, alsnog (Utrecht, 1973). Herdrukt in Elias (1982), p. 39-54.
- Onderwijsjournalistiek, een nieuw specialisme (Katholieke Onderwijs Vereniging, 1977).
- 'Onderwijsvernieuwing in Nederland', Ons Erfdeel 20 (1977).
- Dertig jaar onderwijs - zwart op wit. Een selectie uit de artikelen, commentaren en Cahiers van de onderwijsjournalist Ton Elias geschreven in de periode 1946 tot en met 1980. Uitgekozen door Jos Ahlers, Ton Elias jr., Jos van Kemenade en Patrick Spijkerman (Groningen, 1982). Met een foto van Vincent Mentzel en illustraties van Jan Willem van Vugt.[13]